# Мёллер, Ганс Петер Кристиан
Ганс Петер Кристиан Мёллер (дат. Hans Peter Christian Møller, 10 ноября 1810, Хельсингёр — 18 октября 1845, Рим) — датский исследователь моллюсков и Королевский инспектор в Северной Гренландии в 1943—1945 годах.

## Биография

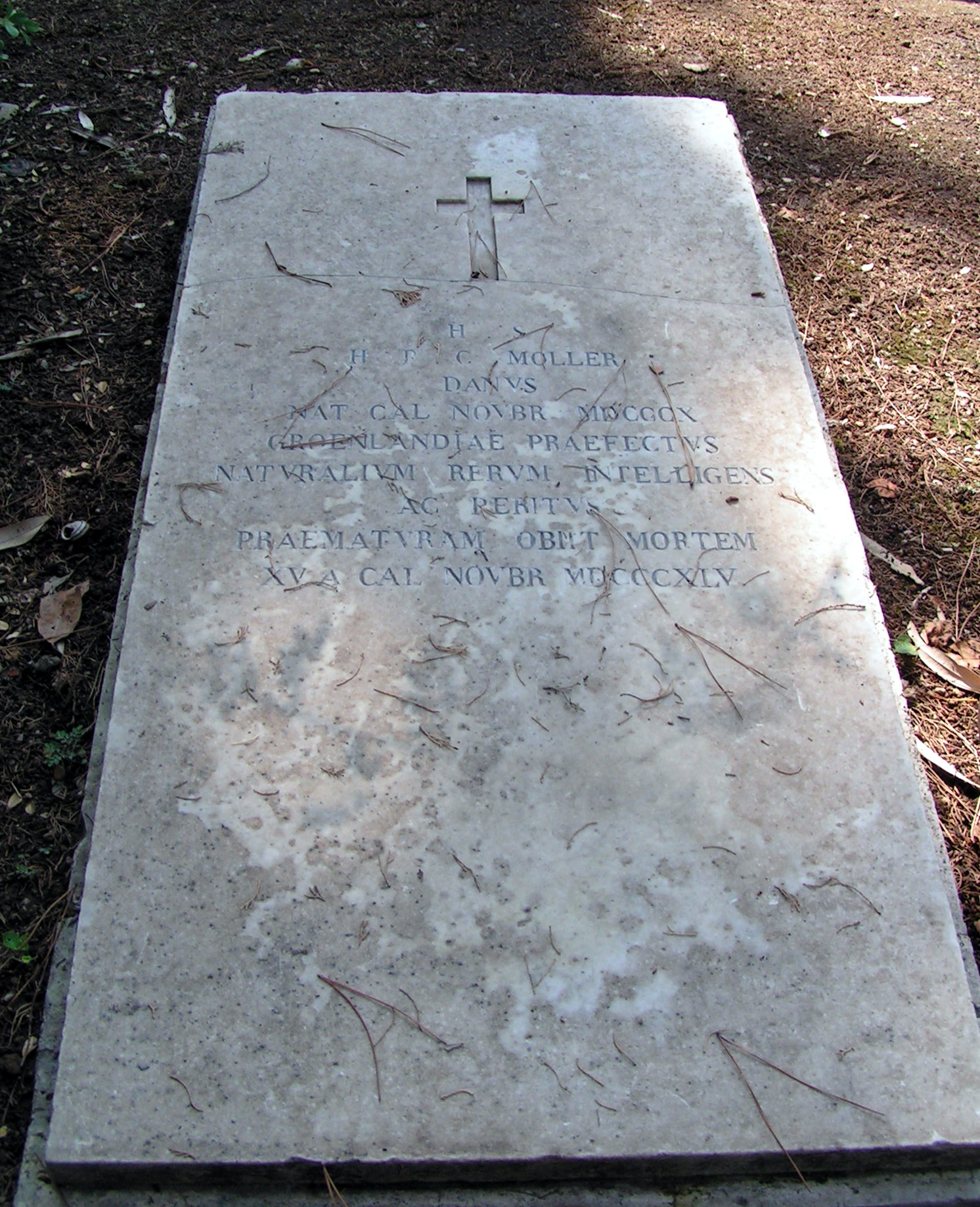
Могила Мёллера в Риме на некатолическом кладбище

Ганс Мёллер родился 10 ноября 1810 года в Хельсингёре в семье полкового хирурга Иоахима Отто Мёллера (1781—1873) и домохозяйки Анны Марии Элизабет Рохольдт (1786—1856).
В возрасте девяти лет Мёллер был отправлен в латинскую гимназию Хельсингёра, а через два года его перевели в новооткрывшееся учебное заведение Sorø Akademi. Здесь Мёллер был одним из самых отстающих учеников, пока в 1827 году его отец не потерял терпение и не перевёл Ганса обратно в латинскую гимназию, где новый директор взял на себя его обучение и воспитание. Тем не менее, пребывание в Sorø Akademi частично повлияло на личность Мёллера благодаря превосходным учителям, таким как учитель естествознания Йоханнес Кристиан Люткен и учитель рисования Йоханнес Георг Смит Хардер.
После окончания гимназии в 1830 году Мёллер поступил в Копенгагенский университет на богословскую специальность, где учился под руководством богослова Кристиана Верлюна. Параллельно богословию Мёллер занимался естественными науками и подготовил рукопись книги под названием «Danmarks Mollusker» (рус. Моллюски Дании). Написанная им книга была полностью закончена и иллюстрирована его собственными цветными рисунками, но так никогда и не опубликовалась.
Мёллер служил в Королевском лейб-корпусе с 1830 по 1837 год в студенческой роте, которую покинул в звании лейтенанта после окончания университета в 1837 году. Получив в университете степень магистра богословия, Мёллер всё же не вдохновился на занятия теологией, а посвятил всё своё время малакологии. Друзья и коллеги вдохновляют его отправиться в самостоятельную экспедицию в Южную Гренландию в 1838 году, где он исследовал акватории вокруг Готхоба и Суккертоппена, а также Фискенессета, Фредериксхоба и Юлианехоба. В 1839 году он должен был вернуться в Копенгаген на китобойном судне «Hvalfisken», но из-за больших льдов кораблю пришлось перезимовать в Юлианехобе. Только весной 1840 года Мёллер на лодке вернулся обратно в Годтхоб, откуда он предпринял небольшую экспедицию к Амералик-фьорду, финансируемую Королевским скандинавским обществом древностей. В этой экспедиции он, среди прочего, проводил ботанические и геологические исследования, в том числе выполнял специальное задание по просьбе геолога Кристиана Пингеля. Домой в Данию Мёллер попал только в сентябре 1840 года.
После возвращения домой, Мёллер занялся работой над книгой «Index Molluscorum Groenlandiae» (рус. Обзор моллюсков Гренландии), которая была опубликована в 1842 году и представлена научному сообществу на собрании скандинавских натуралистов в Стокгольме, которым Мёллер прочитал лекцию о гренландских моллюсках.
5 апреля 1843 года Мёллер был назначен Королевским инспектором Северной Гренландии и в конце весны прибыл в свою резиденцию в Годхавне (современный Кекертарсуак). Осенью он отправился в свой первый инспекционный рейс, а 18 октября, во время шторма, судно с Мёллером и его командой перевернулось и затонуло возле острова Диско примерно в 20 км к северо-западу от Годхавна. Все на борту смогли доплыть до берега и спастись, после чего Мёллер, совершив чрезвычайно опасный и трудный пеший поход, смог добраться до Годхавна за помощью, чем спас свою команду от верной смерти от голода и холода. Крушение корабля и поход разрушили и без того слабое здоровье Мёллера, он заболел и всю зиму пролежал в постели, после чего в следующем году весной он взял отпуск и уехал лечиться домой в Данию.
Летом 1845 года Мёллер поехал на юг Европы в Италию, посещая по пути других натуралистов для обмена информацией и коллекционными образцами. В Вене он встретился со своим другом Якобом Ворсаэ, затем поехал в Геную, откуда на пароходе поплыл в Неаполь, где в сентябре 1845 года принял участие в VII Международном научном конгрессе. Из Неаполя 10 октября он уехал в Рим, где 18 октября 1845 года в возрасте 34 лет умер от лихорадки.
Похоронен в Риме на некатолическом кладбище, неподалёку от пирамиды Цестия.

## Труды
- Danmarks Mollusker, 1835, Zoologisk Museums arkiv.
- Index Collectionis Molluscorum Groenlandiorum, C. Holbølli & C. Mølleri, 1839, Zoologisk Museums arkiv.
- Bemærkninger til Slægten Limacina Lmk., 1841, Naturhistorisk Tidsskrift 3(4-5): 481—490.
- Index Molluscorum Groenlandiæ, 1842, Naturhistorisk Tidsskrift 4(1): 76-97.
- De grønlandske Molluskers Forekomst sammenlignet med de nord-europæiske Molluskers, 1842, Förhandlingar vid De Skandinaviske Naturforskarnes tredje Möte 699—700.